# ميغزيت
ميغزيت (بالإنجليزية: "Megxit")‏ مصطلح ارتبط بالقرار الذي أعلنه هاري دوق ساسيكس وزوجته ميغان ماركل في 8 يناير 2020 تنازلهما عن مهامهما كعضوين بارزين في العائلة الملكية البريطانية، وتقسيم وقتهم للعيش بين أمريكا الشمالية والمملكة المتحدة، والاستقال مالياً. بعد أربعة أيام أعربت الملكة إليزابيث الثانية عن أسفها للحقيقة وأعربت عن «دعم» العائلة المالكة للقرار، معلنةً مناقشة الحماية الأمنية واستعادة الأموال العامة التي تلقياها الدوق ودوقة ساسكس، سميت اطلقت صحيفة ذا صن البريطانية على هذا الحدث، هو دمج لكلمتي (بالإنجليزية: "Meghan " ، "exit")‏ ، في لعب على مصطلح بريكزت Brexit وانسحاب المملكة المتحدة من الاتحاد الأوروبي
أدى هذا الإعلان إلى اجتماع العائلة المالكة في 13 يناير، ووصف بأنها «غير مسبوقة»، واطلق عليه اسم «قمة ساندرينغهام» وبيان نادر من قبل الملكة على أسرتها. تم الأشادة بطريقة الملكة وتعاملها مع الأزمة. في 18 يناير، تم الإعلان عن اتفاق ينص على أن الزوجين «لن يكونا عضوين في العائلة المالكة لبريطانيا»، ولن يستخدموا لقب «السمو الملكي».

## أصل المصطلح
ظهر مصطلح ميغزيت بعد مصطلح «بريكزيت»، ويشير الأول إلى تنحي الأمير هاري وزوجته ميغان كأعضاء في العائلة البريطانية المالكة. كان المصطلح لفظًا منحوتًا من كلمتي ميغ (ان)، دوقة ساسيكس + (إك)زيت؛ متأثرًا بمصطلح بريكزيت، وهو يشير إلى انسحاب المملكة المتحدة من الاتحاد الأوروبي والجماعة الأوروبية للطاقة الذرية في نهاية يناير عام 2020. شمل قاموس كولينز الإنجليزي كلمة ميغزيت ضمن «كلمات عام 2020» العشرة، وأدرجها في النسخة الإلكترونية من القاموس. قال محررو كولينز لصحيفة ذا تايمز: «شاع المصطلح بسرعة كبيرة بسبب أصداء بريكزيت». اعتُبر استخدام اسم ميغان من قبل بعض الجهات محرضًا للانسحاب.

### التسمية
كان الفضل لصحيفة التابلويد البريطانية ذا صن في أول استخدام رئيسي لمصطلح «ميغزيت» في 9 يناير عام 2020. علقت بي بي سي نيوز على أن مصطلح «ساسيكزيت» كان رائجًا على وسائل التواصل الاجتماعي، لكنه لم يصل إلى مستوى الانتشار مثل ميغزيت في وسائل الإعلام الرئيسية. ظهرت مصطلحات بديلة ولكنها لم تحصل على نفس الشعبية أيضًا. بحلول 15 يناير، انتشر هذا المصطلح على نطاق واسع لدرجة أن صحيفة ذا تايمز ذكرت: «تحول مصطلح ميغزيت إلى أداة لجمع أموال» للتجار الذين صنعوا الملابس والهدايا التذكارية باستخدام هذا المصطلح. كتبت صحيفة نيويورك تايمز أن أوجه التشابه بين «ميغزيت» و«بريكزيت» كانت أكبر من مجرد «تلاعب ذكي بالألفاظ»، وأن المصطلحين ينطويان على نفس الانقسامات في الرأي العام البريطاني لـ«الشباب الليبراليين» (الذين دعموا الزوجين، والذين دعموا البقاء في الاتحاد الأوروبي)، و«الكبار المحافظين» (الذين دعموا الملكة، والذين دعموا مغادرة الاتحاد الأوروبي).
في 19 يناير، أثناء استعراض الاتفاقية النهائية، قالت صحيفة الغارديان إن «التنحي» لم يعد مناسبًا، ومع ذلك، لم يكن الزوجان «يستقيلان» ولا «يتخليان» عن العائلة المالكة. عند استعراض رد فعل وسائل الإعلام على الاتفاقية النهائية، قالت بي بي سي نيوز: «لا يوجد فائزون نتيجةً لما تسميه العديد من الصفحات الأولى «ميغزيت» -خروج دوق ودوقة ساسيكس من العائلة المالكة كخطان أماميان». وصفت بي بي سي نيوز ووسائل إعلام بريطانية أخرى الاتفاقية النهائية بـ«الميغزيت الصعب»، في تلاعب آخر بالكلمات حول المصطلح السياسي، بريكزيت الصعب. في 28 يناير، أصبح المصطلح منتشرًا بدرجة كافية، إذ نشرت صحيفة فاينانشال تايمز في ملحقها الخاص بإف تي آدفايزر مقالًا لمتخصصي الضرائب بعنوان «ماذا لو كان عميلك يريد عمل «ميغزيت»؟ بينما تحدثت مجلة فانيتي فير عن «دعابة ميغزيت» التي ألقاها الممثل براد بيت، في حفل توزيع جوائز الأكاديمية البريطانية للأفلام الثلاثة والسبعين.

## الدوافع
بعد الإعلان في يناير عام 2020 مباشرةً، ادعى الصحفي توم برادبي أنه تم إخبار عائلة ساسيكس في أثاء عطلة عيد الميلاد التي استمرت ستة أسابيع (والتي تحولت إلى إقامة لمدة أربعة أشهر) في جزيرة فانكوفر في كندا بأنهم لن يكونوا جزءًا من «الملكية المخففة» المقترحة. شملت المخاوف الأخرى المعاملة العدائية المستمرة من قبل البعض في صحافة التابلويد البريطانية والقضايا العنصرية المزعومة تجاه ميغان. ذكرت صحيفة الغارديان أن الأمير هاري ربما «ألقى اللوم على الصحافة». في مقابلة تلفزيونية في مارس عام 2021 مع أوبرا وينفري، قال كل من ميغان وهاري إن سبب ميغزيت هو عدم حصولهم على المساعدة التي طلبوها من المؤسسة الملكية.

## اتفاقية ميغزيت
تكهنت صحيفة ذا تايمز حول ما إذا كانت «قمة ساندرينغهام» ستؤدي إلى «ميغزيت صعب» أو «ميغزيت سهل». بعد الاجتماع، أصدرت الملكة بيانًا شخصيًا، خلصت فيه إلى اتفاق على «فترة انتقالية يقضي فيها عائلة ساسيكس بعض الوقت في كندا والمملكة المتحدة». بعد أقل من أربعة أشهر بقليل في كندا، انتقل هاري وميغان إلى الولايات المتحدة مع ابنهما.

### الاتفاقية النهائية
أعطى بيان «ميغزيت» مهلة نهايتها «ربيع عام 2020» لإتمام الاتفاقية، وكانت التفاصيل المحددة المعروفة كما يلي: 

#### التفاصيل الرئيسية
- لن يمثل الزوجان الملكة بعد الآن. كان هذا يناقض تصريح الزوجين السابق على موقع sussexroyal.com على الإنترنت بأنهما سيعملان بواجبات مستقبلية للملكة.[12]
- سيحتفظان بلقب صاحبي السمو الملكي لكن لن يستخدموه، وسيُطلق عليهم هاري، دوق ساسيكس، وميغان، دوقة ساسيكس.
- سيكونان مستقلين مالياً عن المكلف الضريبي/الخزانة البريطانية (وسيدفعون 2.4 مليون جنيه إسترليني لتكاليف تجديد مبنى فروغمور كوتاج).
- يتوقف الأمير هاري عن واجباته لجميع التعيينات العسكرية البريطانية (بما في ذلك النقيب العام لسلاح البحرية الملكي)، ولن يمثل رسميًا العائلة المالكة في الاحتفالات العسكرية.

#### تفاصيل أخرى
- سيقضي الزوجان معظم وقتهما في أمريكا الشمالية.[13]
- سيبقى فروغمور كوتاج منزلًا بريطانيًا لهما، لكن سيدفعان «إيجارًا تجاريًا» مقابل ذلك.
- سيحتفظ الزوجان بمؤسسات الرعاية والجمعيات الخاصة بهما (مثل دورة ألعاب انفيكتوس)، لكن دون الملكية (مثل سفير الكومنولث للشباب).
- سيستمر الأمير تشارلز في تقديم الدعم المالي.

#### العناصر غير المدرجة
- لم تكن الترتيبات الأمنية للزوجين واضحة، إذ علق بيان الملكة فقط على أن «هناك عمليات مستقلة راسخة لتحديد الحاجة إلى الأمن الممول من القطاع العام».
- لم يتضح ما إذا كان يمكن استخدام ماركة «ساسيكس رويال»

### التطورات الأخرى
ذكرت صحيفة ذا تايمز أن ميغان وقعت صفقة تعليق صوتي مع ديزني، قائلةً إن «هذا الترتيب يقدم تلميحًا للحياة المستقبلية للزوجين، باستغلال شهرتهم لصالح القضايا التي اختاروها». تحدثت صحيفة بيزنس إنسايدر إلى العديد من خبراء العلامات التجارية قائلة: «ميغزيت، كيف يمكن لهاري وميغان بناء ماركة تجارية بمليار دولار».
في 19 يناير عام 2020، أفيد أن الأمير تشارلز سيوفر للزوجين «دعمًا ماليًا خاصًا» (لكن لا يشمل أموال من دوقية كورنوال)، لمدة عام كامل من أجل منح الزوجين الوقت للاستقرار، ولمواجهة مخاوف ارتفاع تكاليف أسلوب حياتهم الجديد المقترح. في وقت لاحق، كشف هاري عن «قطع دعمهم المالي» بعد انتقالهم إلى الولايات المتحدة وأنه كان قادرًا على إعالة الأسرة من خلال الأموال التي ورثها عن والدته. تركت له 6.5 مليون جنيه استرليني استُثمرت وجذبت اهتمامًا كبيرًا، ومُنح هاري نحو 10 ملايين جنيه إسترليني في عيد ميلاده الثلاثين.
في 21 يناير عام 2020، رفض رئيس الوزراء الكندي، جاستن ترودو، مجددًا تحديد من سيتحمل التكاليف الأمنية عند الإبلاغ عن عودة هاري إلى كندا في نفس اليوم. بشكل منفصل، أكدت وكالة الصحافة الكندية أن هاري وميغان وابنهما آرتشي كانوا يقيمون في قصر في شمال فيكتوريا (كولومبيا البريطانية).
في 14 فبراير عام 2020، أفيد أن الزوجين قررا إغلاق مكتبهما في قصر بكنغهام، ما أدى إلى فصل ما لا يقل عن 15 موظفًا.